# Barco (Guimarães)
Barco, historisch auch São Cláudio do Barco, ist eine Ortschaft und eine Gemeinde im Norden Portugals. Sie ist für ihr Flussschwimmbad und das jährlich dort stattfindende Rockfestival bekannt, auch der Technologiepark Avepark des Kreises Guimarães liegt in der Gemeinde.

## Geschichte
Im 11. Jahrhundert war der Ort als São Cláudio vermerkt, im 12. Jahrhundert unter dem Namen Sancto Croio de Ripa de Ave und kurz später wurde er als São Croio de Arguçães geführt. Später wurde der Name auf São Cláudio do Barco geändert, nachdem hier ein Boot (portugiesisch: Barco) den Rio Ave als Fähre regelmäßig überquerte. Dieser historische Hintergrund ist im Wappen der Gemeinde verewigt.

## Verwaltung
Barco ist eine Gemeinde (Freguesia) im Kreis (Concelho) von Guimarães im Distrikt Braga. Sie besitzt eine Fläche von 3 km² und hat 1439 Einwohner (Stand 19. April 2021).
In der Gemeinde liegt nur der namensgebende Ort Barco mit seinem Ortsteil Lugar da Gandra.

## Sehenswürdigkeiten und Kultur
Als wichtigste Sehenswürdigkeiten können die denkmalgeschützte Gemeindekirche Igreja de São Cláudio und das Flussschwimmbad Praia Fluvial de Barco am Rio Ave gelten.
Seit 2006 wird jeden Sommer am Flussschwimmbad das Rockfestival Barco Rock Fest ausgerichtet, gelegentlich auch Rock in Barco betitelt. 2024 fand es am 6. Juni statt und zählte mit den Gruppen Black Stripes, Needle, Mighty Mister Shame, Growing Circles, Gaspea, Segundo Minuto, Noise At Valve und Who’s Laughing Now Don Giovanni?.

## Wirtschaft

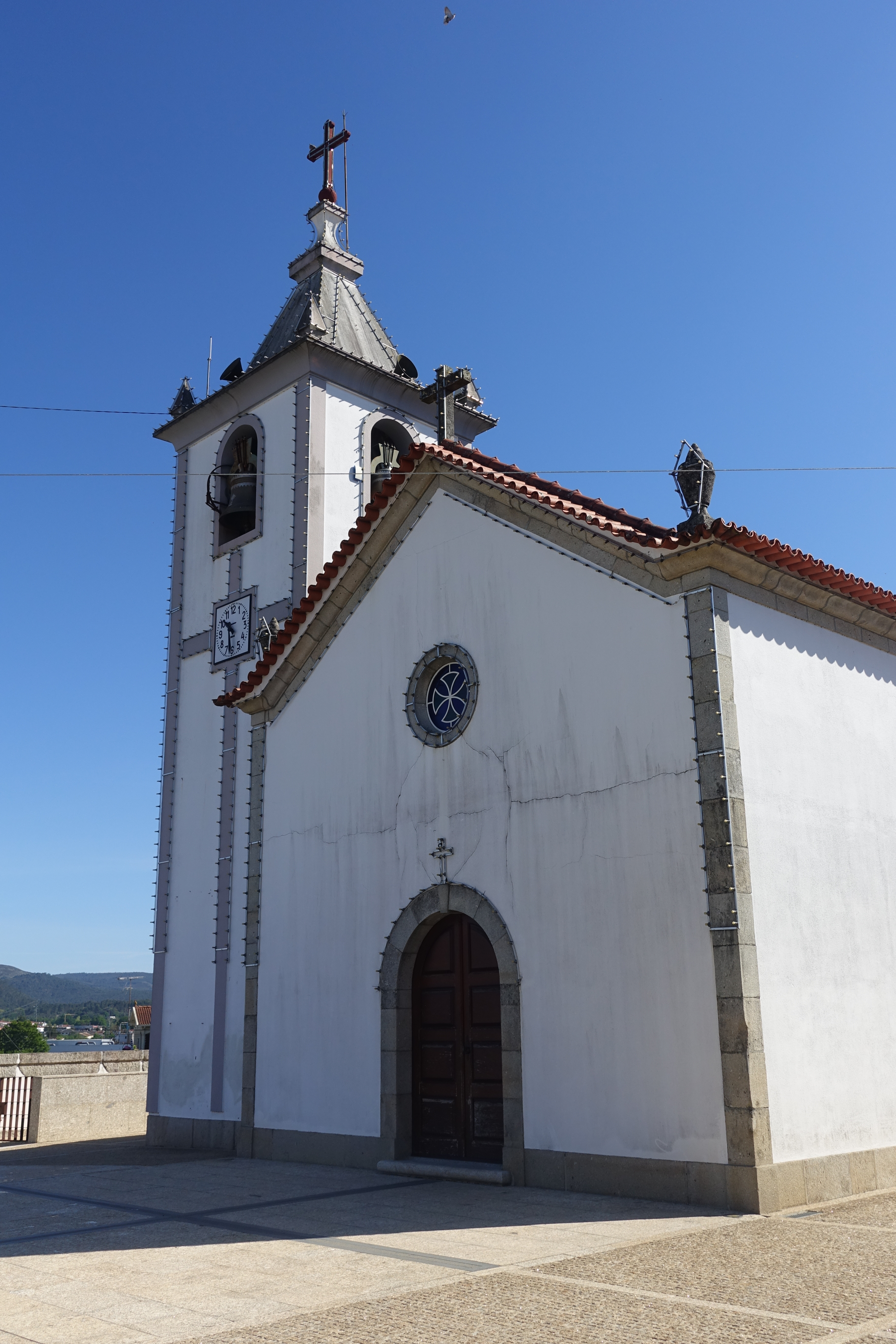
Die Gemeindekirche von Barco

Im Ortsteil Lugar da Gandra besteht seit 2008 der Avepark, das Gewerbegebiet des Kreises Guimarães vornehmlich für Technologieunternehmen. Aber auch  die Firma AMELECTRON – Fábrica da Mobilidade Elétrica Lda. hat dort ihren Sitz. Sie übernahm 2014 die Markenrechte der 2002 Konkurs gegangenen, traditionsreichen Moped-Marke Famel. Sie hat für 2025 die Aufnahme der Produktion der ersten elektrischen Wiederauflage des historischen Modells XF angekündigt.